# كيلسون بينتو
كيلسون بينتو (بالبرتغالية: Kelson Pinto‏) مواليد 26 نوفمبر 1976 في سيرجيبي، البرازيل، هو ملاكم برازيلي يصنف ضمن فئة وزن خفيف الوسط بدأ مسيرته الاحترافية سنة 2000. شارك في دورة الألعاب الأولمبية الصيفية سنة 2000. حقق الميدالية الذهبية في دورة الألعاب الأمريكية 1999.

## إحصائيات
خاض خلال مسيرته 26 نزالا، فاز في 24 وخسر في 2. فاز بالضربة القاضية في 22 نزالا.

## الميداليات
| الميدالية | المسابقة                    |
| --------- | --------------------------- |
| ذهبية     | دورة الألعاب الأمريكية 1999 |

## روابط خارجية
- كيلسون بينتو على موقع بوكس ريك (الإنجليزية) (registration required)
- كيلسون بينتو على موقع أوليمبيديا (الإنجليزية)